# Белмин
Белмин Мaлкић (2000, Беч), који се професионално представља само као Белмин, аустријски је певач и аутор музике босанскохерцеговачког порекла. Родитељи су му пореклом из Сребреника.  Музиком почиње да се бави у основној школи. Снимио је дуете са Анђелином и Селмом Бајрами. Осим на матерњем језику, снима и на шпанском, немачком и енглеском. Године 2024. учествује у такмичењу IDJ Show.

## Дискографија

### Синглови
- Eros (2019)
- Aqui (2019)
- I.Y.S.S (2019)
- Panacea (2019)
- Panacea 2 (2020)
- You & I (2020)
- Paralyzed (2020)
- '98 Butterfly (2020)
- E.H.F.OT. (2020)
- Нека гори ова ноћ (2021)
- То нисам ја (2021)
- Fatal Love (2021)
- Клинка уникат (2021)
- Дах (2022)
- Ао (2022)
- Коло (2022)
- Azucar (2022)
- Big Booty (2022)
- Balkan Latina (2022)
- 133: Tic Tac Drill (2022)
- Zoro (2022)
- Sarajevo Gangsta City (2022)
- Дида (2023)
- Луна (2023)
- Очи ко ти (2023)
- Чудно (2023)
- Фразил (2023)
- Хуанита (2023)
- Дида (2023)
- Sarajevo Gangsta City 2 (2023)
- Пламен (2023)
- Мирно море (2024)
- Зеба (2024)
- Турист (2024)
- Замак (2024)